# Shi (Kana)
し (Hiragana) und シ (Katakana) sind japanische Zeichen des Kana-Systems, die beide jeweils eine Mora repräsentieren. In der modernen japanischen alphabetischen Sortierung stehen sie an 12. Stelle. Das し ist außerdem der 42. Buchstabe im Iroha, direkt nach dem み und vor ゑ. Die Form beider Kana ist vom Kanji 之 abgeleitet und beide stellen [ɕi] dar.
| Form                                        | Rōmaji                                     | Hiragana        | Katakana        |
| ------------------------------------------- | ------------------------------------------ | --------------- | --------------- |
| Normal sh/s- (さ行 sa-gyō)                  | shi, si                                    | し              | シ              |
| Normal sh/s- (さ行 sa-gyō)                  | shii (sii) shī (sī), shih (sih)            | しい, しぃ しー | シイ, シィ シー |
| Zusätzliches Dakuten j/(d)/z- (ザ行 za-gyō) | ji (di), zi                                | じ              | ジ              |
| Zusätzliches Dakuten j/(d)/z- (ザ行 za-gyō) | jii (dii), zii jī (dī), zī, jih (dih), zih | じい, じぃ じー | ジイ, ジィ ジー |

## Varianten
Die Kana können mit den Dakuten, zu じ in Hiragana, ジ in Katakana, und damit ji in dem Hepburn-System, erweitert werden.

## Strichfolge

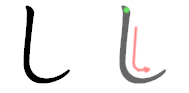
Strichfolge für し

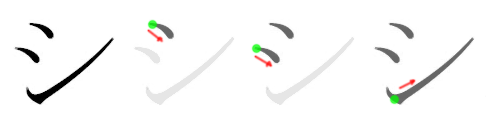
Strichfolge für シ

|  |  |

## Weitere Darstellungsformen
- In japanischer Brailleschrift:
- Der Wabun-Code ist －－・－・.
- In der japanischen Buchstabiertafel wird es als „新聞のシ“ (Shinbun no Shi) buchstabiert.